# Sokolniki Małe
Sokolniki Małe (prononciation : [sɔkɔlˈniki ˈmawɛ]) est un village polonais de la gmina de Kaźmierz dans le powiat de Szamotuły de la voïvodie de Grande-Pologne dans le centre-ouest de la Pologne.
Il se situe à environ 5 kilomètres au nord-ouest de Kaźmierz (siège de la gmina), 9 kilomètres au sud-ouest de Szamotuły (siège du powiat), et à 31 kilomètres au nord-ouest de Poznań (capitale de la Grande-Pologne).

## Histoire
De 1975 à 1998, le village faisait partie du territoire de la voïvodie de Poznań.

Depuis 1999, Sokolniki Małe est situé dans la voïvodie de Grande-Pologne.
Le village possède une population de 169 habitants en 2010.